# Asterella elegans
Asterella elegans là một loài rêu trong họ Aytoniaceae. Loài này được Spreng. Trevis. mô tả khoa học đầu tiên năm 1874.